# 工人党 (黑山)
工人党（黑山语：Radnička partija，缩写为RP，西里尔字母：Радничка партија）是黑山的一个左翼政党
。
该党成立于2015年3月3日。该党的意识形态是社会主义、左翼民粹主义。该党的领袖是扬科·武奇尼奇。该党的总部位于尼克希奇。该党是政党联盟为了所有人的利益的成员。